# Chrysocestis fimbriaria
Chrysocestis fimbriaria är en fjärilsart som beskrevs av Pieter Cramer 1782. Chrysocestis fimbriaria ingår i släktet Chrysocestis och familjen Uraniidae. Inga underarter finns listade i Catalogue of Life.